# Oedalea astylata
Oedalea astylata är en tvåvingeart som beskrevs av Axel Leonard Melander 1927. Oedalea astylata ingår i släktet Oedalea och familjen puckeldansflugor. Inga underarter finns listade i Catalogue of Life.